# Odznaka „Budowniczy Huty Lenina”
Odznaka „Budowniczy Huty Lenina”, jednostopniowa, nadawana osobom zasłużonym przy budowie Huty im. Lenina. Ustanowiona zarządzeniem Ministra Budownictwa z dnia 27 października 1956. Odznakę Budowniczy Huty Lenina nadawał Minister Budownictwa - na wniosek dyrektora Zjednoczenia Przemysłowego Budowy Huty, lub dyrektora naczelnego Huty  - osobom zatrudnionym przy budowie Huty przez minimum trzy lata które szczególnie wyróżniły się w swej pracy, lub innym osobom wybitnie zasłużonym dla tej budowy.

## Wygląd
Odznaka wykonana techniką jednostronnego tłoczenia, z białego stopu, posrebrzana, oksydowana. Napis Budowniczy Huty Lenina ułożony z jasnych liter na czerwonej wstędze, wykonanej techniką emaliowania, na srebrnym tle. Daty tłoczone wgłębnie. Środkowy relief ilustrujący kominy, nagrzewnice i dźwig, położony na chropowatym tle. Obwód zewnętrzny odznaki - stylizowane koło zębate - polerowany, elementy wgłębne koła zębatego matowe. Zawieszona na łańcuszkach umocowanych do poziomego tłoczonego elementu. Posiadała miniaturkę. Numerowana, noszona na lewej stronie piersi.

## Stan prawny
Zlikwidowana Uchwałą nr 139 Rady Ministrów z dnia 11 października 1991 w sprawie uznania niektórych uchwał Rady Ministrów i Prezydium Rządu ogłoszonych w Dzienniku Monitor Polski za nieobowiązujące.